# Danbaïta
La danbaïta és un mineral de la classe dels elements natius. Rep el seu nom de l'indret on va ser descoberta, el comtat de Danba, a la Xina.

## Característiques
La danbaïta és un aliatge de coure i zinc, de fórmula química CuZn₂. Cristal·litza en el sistema isomètric. La seva duresa a l'escala de Mohs és 4.
Segons la classificació de Nickel-Strunz, la danbaïta pertany a «01.AB - Metalls i aliatges de metalls, família zinc-coure» juntament amb els següents minerals: cadmi, reni, zinc, titani, zhanghengita, α-llautó, tongxinita i zinccopperita, així com de tres espècies més encara sense nom definitiu.

## Formació i jaciments
Es troba en dipòsits de platí que contenen coure i níquel, a les roques ultramàfiques. Va ser descoberta l'any 1983 al dipòsit de coure, níquel i elements del grup del platí de Yangliuping, a Danba Co. (Sichuan, República Popular de la Xina). És l'únic indret on se n'ha trobat.